# Clásica de San Sebastián 2024
La 43.ª edición de la clásica ciclista Clásica San Sebastián (nombre oficial: Donostiako Klasikoa) fue una carrera en España que se celebró el 10 de agosto de 2024 con inicio y final en la ciudad de San Sebastián sobre un recorrido de 236 kilómetros.
La carrera formó parte del UCI WorldTour 2024, siendo la vigésima sexta competición del calendario de máxima categoría mundial. El vencedor fue el suizo Marc Hirschi del UAE Emirates y estuvo acompañado en el podio, como segundo y tercer clasificado respectivamente, por el francés Julian Alaphilippe del Soudal Quick-Step y el belga Lennert Van Eetvelt del Lotto Dstny.

## Equipos participantes
Tomaron parte en la carrera 25 equipos: 18 de categoría UCI WorldTeam y 7 de categoría UCI ProTeam. Formaron así un pelotón de 175 ciclistas de los que acabaron 84. Los equipos participantes fueron:
| WorldTeams (18)- Soudal Quick-Step - UAE Team Emirates - EF Education-EasyPost - Bahrain Victorious - Movistar Team - Decathlon-AG2R La Mondiale - Team Visma \| Lease a Bike - Team dsm-firmenich PostNL - Lidl-Trek - Astana Qazaqstan Team - Intermarché-Wanty - Team Jayco AlUla - Cofidis - Red Bull-Bora-Hansgrohe - Groupama-FDJ - Alpecin-Deceuninck - Arkéa-B&B Hotels - Ineos Grenadiers ProTeams (7)- Equipo Kern Pharma - Lotto Dstny - Israel-Premier Tech - Caja Rural-Seguros RGA - Euskaltel-Euskadi - Uno-X Mobility - TotalEnergies |
| |

## Clasificación final
- Las clasificación finalizó de la siguiente forma:[3]

| \| Clasificación general \| Clasificación general \| Clasificación general \| Clasificación general \| Clasificación general \| \| Ciclista \| Ciclista \| Equipo \| Tiempo \| \| \| --------------------- \| --------------------- \| -------------------------- \| --------------------- \| --------------------- \| \| 1.º \| Marc Hirschi \| UAE Team Emirates \| 5 h 46 min 12 s \| \| \| 2.º \| Julian Alaphilippe \| Soudal Quick-Step \| + 0 s \| \| \| 3.º \| Lennert Van Eetvelt \| Lotto Dstny \| + 7 s \| \| \| 4.º \| Kevin Vermaerke \| Team dsm-firmenich PostNL \| + 17 s \| \| \| 5.º \| Jhonatan Narváez \| Ineos Grenadiers \| + 25 s \| \| \| 6.º \| Neilson Powless \| EF Education-EasyPost \| + 25 s \| \| \| 7.º \| Patrick Konrad \| Lidl-Trek \| + 25 s \| \| \| 8.º \| Michael Woods \| Israel-Premier Tech \| + 25 s \| \| \| 9.º \| Jan Christen \| UAE Team Emirates \| + 36 s \| \| \| 10.º \| Brandon McNulty \| UAE Team Emirates \| + 37 s \| \| \| 11.º \| Ben O'Connor \| Decathlon-AG2R La Mondiale \| + 37 s \| \| \| 12.º \| George Bennett \| Israel-Premier Tech \| + 37 s \| \| \| 13.º \| Jefferson Cepeda \| Caja Rural-Seguros RGA \| + 37 s \| \| \| 14.º \| Clément Berthet \| Decathlon-AG2R La Mondiale \| + 39 s \| \| \| 15.º \| Florian Lipowitz \| Red Bull-Bora-Hansgrohe \| + 53 s \| \| \| 16.º \| Andreas Kron \| Lotto Dstny \| + 1 min 34 s \| \| \| 17.º \| Pablo Castrillo \| Equipo Kern Pharma \| + 1 min 38 s \| \| \| 18.º \| Maxim Van Gils \| Lotto Dstny \| + 2 min 17 s \| \| \| 19.º \| Pavel Sivakov \| UAE Team Emirates \| + 2 min 17 s \| \| \| 20.º \| Julien Bernard \| Lidl-Trek \| + 3 min 53 s \| \| |                     |                            |                 |
| |                     |                            |                 |
| Fuente: ProCyclingStats |                     |                            |                 |
| Clasificación general |                     |                            |                 |
| Ciclista | Ciclista            | Equipo                     | Tiempo          |
| 1.º | Marc Hirschi        | UAE Team Emirates          | 5 h 46 min 12 s |
| 2.º | Julian Alaphilippe  | Soudal Quick-Step          | + 0 s           |
| 3.º | Lennert Van Eetvelt | Lotto Dstny                | + 7 s           |
| 4.º | Kevin Vermaerke     | Team dsm-firmenich PostNL  | + 17 s          |
| 5.º | Jhonatan Narváez    | Ineos Grenadiers           | + 25 s          |
| 6.º | Neilson Powless     | EF Education-EasyPost      | + 25 s          |
| 7.º | Patrick Konrad      | Lidl-Trek                  | + 25 s          |
| 8.º | Michael Woods       | Israel-Premier Tech        | + 25 s          |
| 9.º | Jan Christen        | UAE Team Emirates          | + 36 s          |
| 10.º | Brandon McNulty     | UAE Team Emirates          | + 37 s          |
| 11.º | Ben O'Connor        | Decathlon-AG2R La Mondiale | + 37 s          |
| 12.º | George Bennett      | Israel-Premier Tech        | + 37 s          |
| 13.º | Jefferson Cepeda    | Caja Rural-Seguros RGA     | + 37 s          |
| 14.º | Clément Berthet     | Decathlon-AG2R La Mondiale | + 39 s          |
| 15.º | Florian Lipowitz    | Red Bull-Bora-Hansgrohe    | + 53 s          |
| 16.º | Andreas Kron        | Lotto Dstny                | + 1 min 34 s    |
| 17.º | Pablo Castrillo     | Equipo Kern Pharma         | + 1 min 38 s    |
| 18.º | Maxim Van Gils      | Lotto Dstny                | + 2 min 17 s    |
| 19.º | Pavel Sivakov       | UAE Team Emirates          | + 2 min 17 s    |
| 20.º | Julien Bernard      | Lidl-Trek                  | + 3 min 53 s    |

## Ciclistas participantes y posiciones finales
Convenciones:
- AB: Abandono
- FLT: Retiro por llegada fuera del límite de tiempo
- NTS: No tomó la salida
- DES: Descalificado o expulsado

## UCI World Ranking
La Clásica de San Sebastián otorgó puntos para el UCI World Ranking para corredores de los equipos en las categorías UCI WorldTeam, UCI ProTeam y Continental. Las siguientes tablas son el baremo de puntuación y los diez corredores que obtuvieron más puntos:
| Posición   | 1.º | 2.º | 3.º | 4.º | 5.º | 6.º | 7.º | 8.º | 9.º | 10.º | 11.º | 12.º | 13.º | 14.º | 15.º | 16.º-20.º | 21.º-30.º | 31.º-50.º | 51.º-55.º | 56.º-60.º |
| Puntuación | 400 | 320 | 260 | 220 | 180 | 140 | 120 | 100 | 80  | 68   | 56   | 48   | 40   | 32   | 28   | 24        | 16        | 8         | 4         | 2         |

| Clasificación |                     |                       |        |
| Ciclista      | Ciclista            | Equipo                | Puntos |
| ------------- | ------------------- | --------------------- | ------ |
| 1.º           | Marc Hirschi        | UAE Emirates          | 400    |
| 2.º           | Julian Alaphilippe  | Soudal Quick-Step     | 320    |
| 3.º           | Lennert Van Eetvelt | Lotto Dstny           | 260    |
| 4.º           | Kevin Vermaerke     | dsm-firmenich PostNL  | 220    |
| 5.º           | Jhonatan Narváez    | INEOS Grenadiers      | 180    |
| 6.º           | Neilson Powless     | EF Education-EasyPost | 140    |
| 7.º           | Patrick Konrad      | Lidl-Trek             | 120    |
| 8.º           | Michael Woods       | Israel-Premier Tech   | 100    |
| 9.º           | Jan Christen        | UAE Emirates          | 80     |
| 10.º          | Brandon McNulty     | UAE Emirates          | 68     |